# South Pasadena (Califórnia)
South Pasadena é uma cidade localizada no estado americano da Califórnia, no condado de Los Angeles. Foi incorporada em 2 de março de 1888.

## Geografia
De acordo com o United States Census Bureau, a cidade tem uma área de 8,9 km², onde 8,8 km² estão cobertos por terra e 0,1 km² por água.

### Localidades na vizinhança
O diagrama seguinte representa as localidades num raio de 8 km ao redor de South Pasadena.

## Demografia
Segundo o censo nacional de 2010, a sua população é de 25 619 habitantes e sua densidade populacional é de 2 900,75 hab/km². Possui 11 118 residências, que resulta em uma densidade de 1 258,85 residências/km².